# Lijst van spelers van het Iraanse voetbalelftal
Deze lijst van spelers van het Iraans voetbalelftal geeft een overzicht van alle voetballers die minimaal vijftig interlands achter hun naam hebben staan voor Iran. Vetgezette namen zijn in 2024  nog in actie gekomen voor de nationale ploeg.

## Overzicht
Bijgewerkt tot en met de interland tegen  Kirgizië op 19 november 2024.
| Naam speler              | Debuut | Laatst | Interlands | Goals | Geboortedatum     |
| ------------------------ | ------ | ------ | ---------- | ----- | ----------------- |
| Javad Nekounam           | 2000   | 2015   | 155        | 40    | 6 september 1980  |
| Ali Daei                 | 1993   | 2006   | 149        | 109   | 21 maart 1969     |
| Ehsan Hajsafi            | 2008   | 2013   | 142        | 7     | 26 februari 1990  |
| Ali Karimi               | 1998   | 2012   | 127        | 38    | 8 november 1978   |
| Seyed Jalal Hosseini     | 2007   | 2018   | 115        | 8     | 3 februari 1982   |
| Mehdi Mahdavikia         | 1996   | 2009   | 111        | 13    | 24 juli 1977      |
| Karim Ansarifard         | 2009   | 2024   | 104        | 30    | 3 april 1990      |
| Andranik Teymourian      | 2005   | 2016   | 101        | 9     | 6 maart 1983      |
| Alireza Jahanbakhsh      | 2013   | 2024   | 90         | 17    | 11 augustus 1993  |
| Mehdi Taremi             | 2015   | 2024   | 90         | 50    | 18 juli 1992      |
| Sardar Azmoun            | 2014   | 2024   | 89         | 56    | 1 januari 1995    |
| Karim Bagheri            | 1993   | 2010   | 87         | 50    | 20 februari 1974  |
| Masoud Shojaei           | 2004   | 2019   | 87         | 9     | 9 juni 1984       |
| Hossein Kaebi            | 2002   | 2010   | 85         | 1     | 23 september 1985 |
| Mohammad Nosrati         | 2002   | 2013   | 83         | 5     | 10 januari 1982   |
| Hamid Reza Estili        | 1990   | 2000   | 82         | 12    | 4 januari 1967    |
| Javad Zarincheh          | 1987   | 2000   | 80         | 1     | 23 juli 1966      |
| Ahmad Reza Abedzadeh     | 1987   | 1998   | 79         | 0     | 25 mei 1966       |
| Alireza Beiranvand       | 2015   | 2024   | 77         | 0     | 21 september 1992 |
| Sayed Mehdi Rahmati      | 2004   | 2012   | 77         | 0     | 2 februari 1983   |
| Ali Parvin               | 1970   | 1980   | 76         | 13    | 25 september 1947 |
| Yahya Golmohammadi       | 1996   | 2006   | 74         | 5     | 19 maart 1971     |
| Saeed Ezatolahi          | 2015   | 2024   | 73         | 1     | 1 oktober 1996    |
| Ali Reza Nikbath-Vahedi  | 2000   | 2008   | 73         | 14    | 30 juni 1980      |
| Ibrahim Mirzapour        | 2001   | 2010   | 71         | 0     | 16 september 1978 |
| Hadi Aghili              | 2006   | 2012   | 69         | 10    | 15 januari 1981   |
| Vahid Amiri              | 2015   | 2023   | 69         | 2     | 2 april 1988      |
| Milad Mohammadi          | 2015   | 2024   | 68         | 1     | 29 september 1993 |
| Mehrdad Minavand         | 1996   | 2002   | 67         | 4     | 30 november 1975  |
| Afshin Peyrovani         | 1994   | 2003   | 66         | 0     | 6 februari 1970   |
| Ramin Rezaeian           | 2015   | 2024   | 65         | 5     | 21 maart 1990     |
| Nader Mohamedkhani       | 1988   | 1999   | 64         | 4     | 23 augustus 1963  |
| Parviz Qleechkhani       | 1964   | 1977   | 64         | 12    | 4 november 1946   |
| Mohammad Reza Khalatbari | 2008   | 2014   | 60         | 5     | 14 september 1983 |
| Omid Ebrahimi            | 2012   | 2024   | 59         | 1     | 16 september 1987 |
| Nasser Hejazi            | 1969   | 1980   | 59         | 0     | 13 februari 1950  |
| Khosro Heydari           | 2007   | 2015   | 59         | 0     | 23 juli 1966      |
| Ashkan Dejagah           | 2012   | 2019   | 57         | 11    | 5 juli 1986       |
| Hossein Kanaani          | 2015   | 2024   | 57         | 6     | 23 maart 1994     |
| Eman Mobali              | 2001   | 2011   | 57         | 2     | 3 november 1982   |
| Saman Ghoddos            | 2017   | 2024   | 55         | 3     | 6 september 1993  |
| Morteza Pouraliganji     | 2015   | 2023   | 55         | 3     | 19 april 1992     |
| Rahman Rezaei            | 2001   | 2007   | 54         | 3     | 20 februari 1975  |
| Mohammad Khakpour        | 1996   | 2000   | 52         | 2     | 20 februari 1969  |
| Pejman Montazeri         | 2008   | 2019   | 51         | 2     | 6 september 1983  |
| Hamid Kavianpour         | 2000   | 2004   | 50         | 1     | 1 december 1978   |
| Gholamreza Rezaei        | 2008   | 2013   | 50         | 11    | 6 maart 1984      |

FFIRI · 
A-internationals · 
Selecties · Bondscoaches · 
Statistieken · 
Iraans vrouwenelftal · 
Iran U21 · 
Iran U20 · 
Iran U19 · 
Iran U18 · 
Iran U17
1940 – 1969 · 
1970 – 1979 · 
1980 – 1989 · 
1990 – 1999 · 
2000 – 2009 · 
2010 – 2019 ·
2020 − 2029
Asian Cup 1960 · 
Asian Cup 1968 · 
Asian Cup 1972 · 
Asian Cup 1976 · 
Asian Cup 1980 · 
Asian Cup 1984 · 
Asian Cup 1988 · 
Asian Cup 1992 · 
Asian Cup 1996 · 
Asian Cup 2000 · 
Asian Cup 2004 · 
Asian Cup 2007 · 
Asian Cup 2011
WK 1978 · 
WK 1998 · 
WK 2006 · 
WK 2014 · 
WK 2018
OS 1964 · 
OS 1972 · 
OS 1976
1941 · 
1942–1946 · 
1947 · 
1948 · 
1949 · 
1950 · 
1951 · 
1952 · 
1953–1957 · 
1958 · 
1959 · 
1960–1961 · 
1962 · 
1963 · 
1964 · 
1965 · 
1966 · 
1967 · 
1968 · 
1969 · 
1970 · 
1971 · 
1972 · 
1973 · 
1974 · 
1975 · 
1976 · 
1977 · 
1978 · 
1979 · 
1980 · 
1981 · 
1982 · 
1983 · 
1984 · 
1985 · 
1986 · 
1987 · 
1988 · 
1989 · 
1990 · 
1991 · 
1992 · 
1993 · 
1994 · 
1995 · 
1996 · 
1997 · 
1998 · 
1999 · 
2000 · 
2001 · 
2002 · 
2003 · 
2004 · 
2005 · 
2006 · 
2007 · 
2008 · 
2009 · 
2010 · 
2011 · 
2012 ·
2013 ·
2014 ·
2015 ·
2016 ·
2017 ·
2018 ·
2019 ·
2020 ·
2021 ·
2022 ·
2023 ·
2024
Afghanistan ·
Albanië ·
Algerije ·
Angola ·
Argentinië ·
Armenië ·
Australië ·
Azerbeidzjan ·
Bahrein ·
Bangladesh ·
Bolivia ·
Bosnië en Herzegovina ·
Botswana ·
Brazilië ·
Bulgarije ·
Burkina Faso ·
Cambodja ·
Canada ·
Chili ·
China ·
Costa Rica ·
Cyprus ·
Denemarken ·
Duitsland ·
Ecuador ·
Egypte ·
Engeland ·
Filipijnen ·
Frankrijk ·
Georgië ·
Ghana ·
Guam ·
Guatemala ·
Guinee ·
Hongarije ·
Hongkong ·
Ierland ·
IJsland ·
India ·
Indonesië ·
Irak ·
Israël ·
Jamaica ·
Japan ·
Jemen ·
Joegoslavië ·
Jordanië ·
Kameroen ·
Kazachstan ·
Kenia ·
Kirgizië ·
Koeweit ·
Kroatië ·
Laos ·
Libanon ·
Libië ·
Litouwen ·
Madagaskar ·
Malediven ·
Maleisië ·
Mali ·
Marokko ·
Mexico ·
Montenegro ·
Mozambique ·
Myanmar ·
Nederland ·
Nepal ·
Nicaragua ·
Nieuw-Zeeland ·
Nigeria ·
Noord-Korea ·
Noord-Macedonië ·
Oeganda ·
Oekraïne ·
Oezbekistan ·
Oman ·
Oostenrijk ·
Pakistan ·
Palestina ·
Panama ·
Papoea-Nieuw-Guinea ·
Paraguay ·
Peru ·
Polen ·
Portugal ·
Qatar ·
Roemenië ·
Rusland ·
Saoedi-Arabië ·
Schotland ·
Senegal ·
Sierra Leone ·
Singapore ·
Slowakije ·
Sovjet-Unie ·
Spanje ·
Sri Lanka ·
Syrië ·
Tadzjikistan ·
Taiwan ·
Thailand ·
Togo ·
Trinidad en Tobago ·
Tsjecho-Slowakije ·
Tunesië ·
Turkije ·
Turkmenistan ·
Uruguay ·
Venezuela ·
Verenigde Arabische Emiraten ·
Verenigde Staten ·
Vietnam ·
Wales ·
Wit-Rusland ·
Zambia ·
Zuid-Jemen ·
Zuid-Korea ·
Zweden
Angola (2006) ·
Argentinië (2014) ·
Bosnië en Herzegovina (2014) ·
Marokko (2018) ·
Mexico (2006) ·
Nigeria (2014) ·
Portugal (2006) ·
Portugal (2018) ·
Spanje (2018)